# Peter Charles
Peter Charles MBE (Liverpool, 18 de janeiro de 1960) é um ginete de elite britânico, especialista em saltos, campeão olímpico. 

## Carreira
Peter Charles representou a Irlanda nos Jogos Olímpicos de 1992, 1996 e a Grã Bretanha em 2012, na qual conquistou a medalha de ouro nos saltos por equipes em 2012.